# Brzegi (gmina)
Brzegi – dawna gmina wiejska istniejąca do 1954 roku w woj. kieleckim. Siedzibą władz gminy były Brzegi. 
W okresie międzywojennym gmina Brzegi należała do powiatu jędrzejowskiego w woj. kieleckim. Po wojnie gmina zachowała przynależność administracyjną. 1 stycznia 1949 roku do gminy Złotniki przyłączono część obszaru gminy Węgleszyn (gromadę Żarczyce Duże). Według stanu z dnia 1 lipca 1952 roku gmina składała się z 9 gromad: Bizorenda, Brzegi, Brzezno, Chojny, Miąsowa, Mnichów, Mzurowa, Ossowa i Żerniki.
Jednostka została zniesiona 29 września 1954 roku wraz z reformą wprowadzającą gromady w miejsce gmin. Po reaktywowaniu gmin z dniem 1 stycznia 1973 roku gminy Brzegi nie przywrócono, a jej dawny obszar wszedł głównie w skład gmin Sobków i Jędrzejów w tymże powiecie i województwie.